# (73385) 2002 LP9
(73385) 2002 LP9 – planetoida z pasa głównego asteroid okrążająca Słońce w ciągu 3,8 lat w średniej odległości 2,44 j.a. Odkryta 5 czerwca 2002 roku.